# Association nationale des enseignants chercheurs en science politique
Pour les articles homonymes, voir AECSP.
L’Association des enseignant·es et chercheur·es en science politique (AECSP), est une association française créée en 1983. Elle rassemble des professionnels de la science politique titulaires issus d'établissements d'enseignement supérieur et de recherche (universités, IEP, CNRS, etc.), en vue de débattre et de faire des propositions sur tous les enjeux liées au développement de cette discipline : précarité, recrutements, agrégation, réformes de l'enseignement supérieur et de la recherche, etc.  

## Anciens président.es de l'association
- Pierre Favre
- Olivier Ihl
- Loïc Blondiaux
- Frédérique Matonti
- Julien Fretel
- Francisco Roa Bastos (co-présidence avec Virginie Anquetin en 2017-2018)

## Composition actuelle du bureau (depuis 2019)
- Présidence Virginie Anquetin, MCF à l’université Montpellier 3 (ART-Dev) et Xavier de Larminat, MCF à l’université de Rouen (CUREJ).
- Secrétariat Marie-Laure Geoffray, MCF à l’université Paris 3 (CREDA et Julien O’Miel, MCF à l’université de Lille (CERAPS).
- Trésorerie Christophe Le Digol, MCF à l’université Paris-Nanterre (ISP) et Loïc Le Pape, MCF à l’université Paris 1 (CESSP).
- Autres membres du bureau Lorenzo Barrault-Stella, CR au CNRS (CRESPPA-CSU), Élodie Bordat-Chauvin, MCF à l’université Paris 8 (CRESPPA-LabTop), Jean-Gabriel Contamin, PU à l’université de Lille (CERAPS), Stéphanie Dechézelles, MCF à l’IEP d’Aix-en-Provence (CHERPA), Nathalie Duclos, MCF à l’université de Tours (ISP), Julien Fretel, PU à l’université Paris 1 (CESSP), Baptiste Giraud, MCF à l’université Aix-Marseille (LEST), Isabelle Gouarné, CR au CNRS (CURAPP), Vincent Lebrou, MCF à l’université de Franche-Comté (CRJFC), Yohann Morival, MCF à l’université de Lille (CERAPS), Océane Pérona, MCF à l’université Aix-Marseille (LAMES), Marie-Hélène Sa Vilas Boas, MCF à l’université de Nice (ERMES), Luc Sigalo Santos, MCF à l’université Aix-Marseille (LEST), Eric Soriano, MCF à l’université Montpellier 3 (ART-Dev), Aysen Uysal, chercheuse associée au CRESSPA-CSU.